# Ромски плес
Ромски плес је игра коју стварају различите групе ромског народа. Предуслови за њихову појаву су били тумачење плесова околних народа. Неке врсте ромских плесова су првобитно биле намењене за зарађивање новца. По начину извођења се деле на таборске плесове који се играју на породичним празницима, код куће и у дискотекама, сценски на позоришним представама и забавама, салонски у ресторанима, код куће муштерија и сличним местима и улични плесови.

## Врсте

### Фолклор и чочек
У Малој Азији и Турској углавном доминирају турске фолклорне игре одакле је и адаптиран ромски плес са главном основом и елементима византијске музике. На Балканском полуострву, у Мађарској и Румунији доминира чочек, плес пореклом из отоманских војних оркестара који су касније усвојили Роми на Балкану. Плеше се на приметној удаљености партнера један од другог. Током плеса, неколико пута мењају места, као да пролазе један према другом. Међу румунским Ромима, жена се окреће у месту док плеше.

### Фламенко и трбушни плес
У Шпанији је најприсутнији фламенко, плесачице се зову баилор, представља професионалну ромску уметност и постоји углавном у сценском и уличном облику. Међу познатим ромским фламенко плесачима су Хоакин Кортес и Кармен Амаја. У Египту је најприсутнији трбушни плес који се традиционално изводи на Балкану и Турској. Њихови плесови су једноставнији и нешто оштрији од обичних оријенталних. Код балканских Рома је плес куковима праћено изражајном игром руку, а може се комбиновати и са пуцкетањем прстију, окретањем и типичним балканским покретима стопала. Турски Роми плешу неколико врста плесова који често укључују мале акробације и мале пантомиме на свакодневне или романтичне теме. По природи, плес је кокетан и жустар. Ромски трбушни плес у муслиманским земљама је намењен мушкој популацији.

### Руски ромски плес и ора
Руски ромски плес карактерише постепено убрзање музике и покрета од спорог на почетку до веома брзог на крају. Женски плес укључује махање рукама уз сукњу и тресење рамена. Мушки плес традиционално укључује сложени степ плес и тапшање колена, рамена и кукова. У многим покретима су руски корени сачувани, на пример, у елементима као што је тропак. Познати руски ромски плесач је Борис Санкин. Ромска ора је плес балканских ромских група, позајмљен од околних народа. Испољава се у облику једноставног плеса који карактеришу учесници истог пола или са различитим варијацијама. По правилу га плешу само жене, понекад и мушкарци.